# زنبق زاپریاگایف
زنبق زاپریاگایف (نام علمی: Iris zaprjagajevii) نام یک گونه از سرده زنبق است.